# 彭慕然
彭慕然（1958年11月4日—），美國历史学家、汉学家，芝加哥大学历史系教授。「大分流」理論的創始人。

## 生平
彭慕然在1980年毕业于康奈尔大学，1988年取得耶鲁大学历史学博士学位。他的主要研究对象是中国及其经济史，曾兩次獲得費正清獎。1988年至2012年間，在加州大學爾灣分校历史系任教；2006年入选美国文理学院院士，2013年至2014年間担任美国历史学会主席。

## 著作

### 專著
- 《腹地的構建：一八五三至一九三七年華北鄉村的國家、社會、經濟》（The Making of the Hinterland: State, Society, and Economy in Rural North China, 1853-1937）。 (1993)
- 《大分流：中國、歐洲與現代世界經濟的形成》（The Great Divergence: China, Europe, and the Making of the Modern World Economy）。(2000)

### 合著
- 與Steven Topik合著，《貿易打造的世界—社會、文化、世界經濟，從1400年到現在》（world that trade created: society, culture, and the world economy, 1400-the present）。